# Fontenay-sous-Bois
Fontenay-sous-Bois er en stor fransk provinsby. Den er beliggende i departementet Val-de-Marne.